# Vestit de busseig

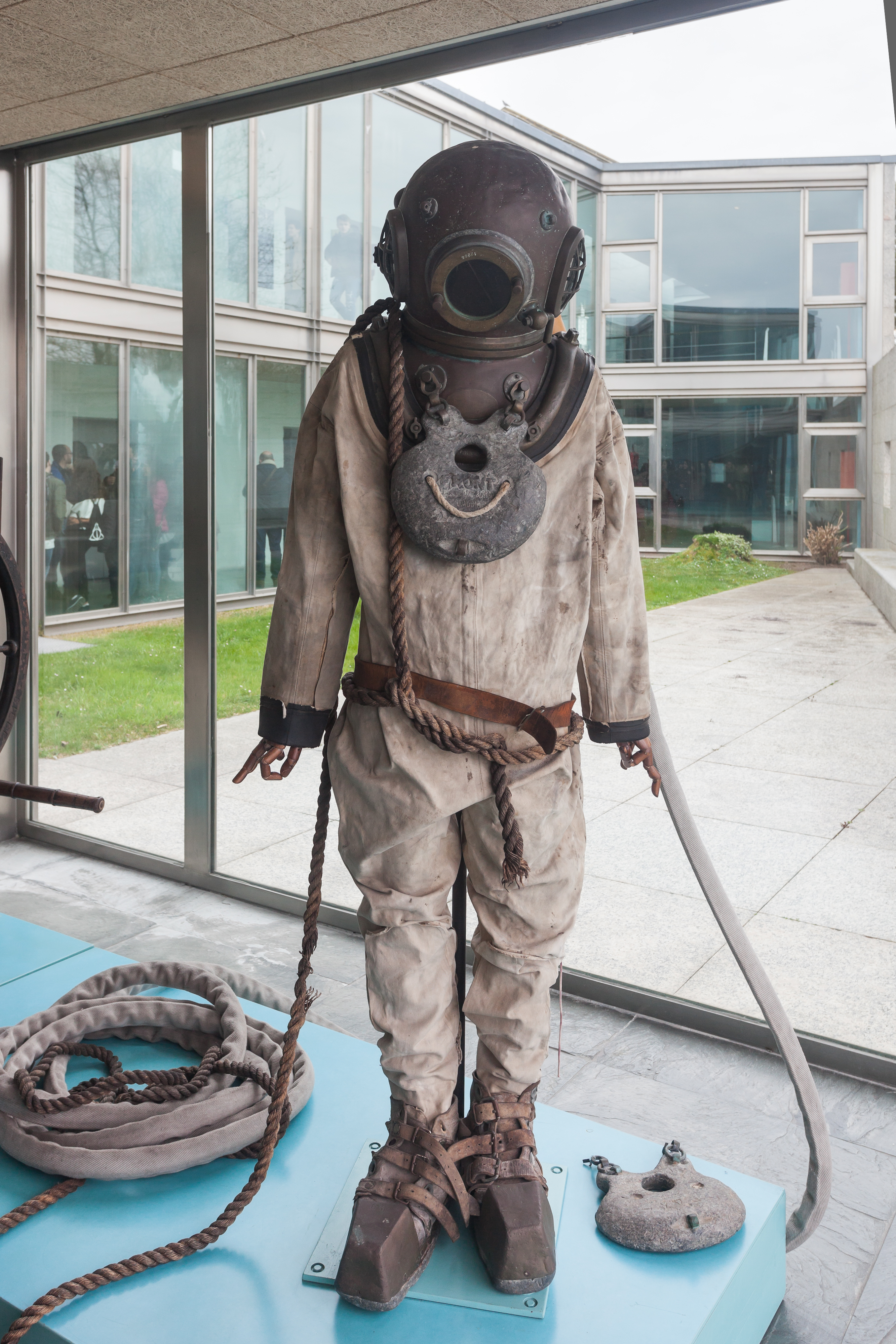
Antic vestit de busseig. Museu del Mar de Galícia

Un vestit de busseig és un vestit que bussos i bussejadors utilitzen per protegir-se del fred quan estan submergits en l'aigua. El formen un conjunt de peces dissenyades per protegir al bussejador del fred (en l'aigua es perd temperatura ràpidament) i en menor mesura de talls i esquinçaments pel reblaniment de la pell. Així com permetre surar o enfonsar-se a voluntat i respirar sota l'aigua (quan es busseja amb escafandre).